# Hun (roi d'Est-Anglie)
Pour les articles homonymes, voir Hun.
Hun est un possible roi d'Est-Anglie de la seconde moitié du VIIIe siècle. Son existence est incertaine, mais il pourrait avoir partagé le pouvoir avec Beonna et Alberht après 749.

## Identité
La Historia regum, une chronique compilée au XIIe siècle par Siméon de Durham, indique que « Hunbeanna et Alberht se partagèrent le royaume des Angles de l'Est » après la mort du roi Ælfwald, survenue en 749. D'autres sources nomment le premier des deux co-rois Beornus ou Beonna, sans l'élément Hun-. Les historiens H. M. Chadwick et Dorothy Whitelock suggèrent que le royaume ait pu être divisé en trois et non en deux, Hun étant un troisième roi distinct de Beanna. Un scribe aurait pu accoler par erreur leurs deux noms pour donner Hunbeanna.
Yorke avance la possibilité que la division de l'Est-Anglie entre Hun, Beonna et Alberht se soit faite entre le Norfolk, le Suffolk et la région d'Ely. En revanche, D. P. Kirby considère que le partage du royaume n'a en réalité pas eu lieu et que Hun, Beanna et Alberht (qu'il identifie à Æthelberht) se sont succédé sur le trône. Il situe l'avènement de Beonna vers 758, accordant donc à Hun un règne d'une dizaine d'années.